# Плато-Ивановка
Плато-Ивановка — село в Родионово-Несветайском районе Ростовской области.
Входит в состав Барило-Крепинского сельского поселения.

## География

### Улицы
| - ул. Волкова, - ул. Ворошилова, - ул. Гвардейская, - ул. Добровольского, - ул. Комарова, | - ул. Комсомольская, - ул. Курчатова, - ул. Пушкина, - ул. Советская, - ул. Чапаева, | - пер. Надежды Курченко, - пер. Октябрьский, - пер. Первомайский, - пер. Рыбацкий. |

## Население
| 2010 | 2018 |
| ---- | ---- |
| 639  | ↘599 |